# Dictionnaire de Biographies Roussillonnaises
El Dictionnaire de Biographies Roussillonnaises és un recull alfabètic de biografies de rossellonesos publicat en francès per Jean Capeille, a Perpinyà (1914), gràcies a l'ajut de l'impressor Joaquim Comet.
El llibre és el fruit de 20 anys d'una intensa feina de recerca a través dels documents i arxius de començaments del segle xx. El llibre constitueix encara ara, com va dir en el pròleg Climent de Lacroix, un veritable memorial rossellonenc.
Les biografies, sovint d'una certa extensió, contenen informacions inèdites i una nota bibliogràfica que n'indica la procedència. Va precedit d'un pròleg de Climent de Lacroix.

## Impressions
- Capeille, Jean. Dictionnaire de biographies roussillonnaises.  Perpinyà: Joachim Comet, 1910.
- Capeille, Jean. Dictionnaire de biographies roussillonnaises.  Perpignan: Imp. Lib. Cat. J. Comet, 1914. (facsímil Marseille: Laffitte Reprints, 1978)